# Trident II
UGM-133A Trident II, tudi Trident D5 je ameriška podmorniško izstreljena balistična raketa (SLBM), ki jo je razvilo podjetje Lockheed Martin Space Systems. Uporablja se na ameriških strateških podmornicah razreda Ohio - na vsaki od 14 podmornic je 24 raket. Uporabljajo se tudi na britanskih strateških podmornicah razred Vanguard - na vsaki od štirih podmornic je 16 raket. Trident II je izvedla več kot 150 uspešnih letov in je ena izmed najbolj zanesljivih raket te vrste. Z modernizacijo bodo rakete ostale v uporabi vsaj do leta 2042. 
Na rakete je možno namestiti do 14 MIRV jedrskih konic, vendar je po START I pogodbi največje število omejeno na 8. 